# اوایشی یوشیکانه
اوایشی یوشیکانه (به ژاپنی: 大石良金) یا اوایشی چیکارا (به ژاپنی: 大石主税) (۱ ژانویهٔ ۱۶۸۸ – ۲۰ مارس ۱۷۰۳)، پسر ارشد اوایشی کورانوسوکه رهبر چهل و هفت رونین  بود. وی نیز به همراه پدر و رونین‌های دیگر مجبور به هاراکیری شد. 